# Đái tháo đường
Đái tháo đường hay tiểu đường là một nhóm các rối loạn chuyển hóa đặc trưng là tình trạng đường huyết cao kéo dài. Các triệu chứng bao gồm tiểu tiện, khát nước và cảm thấy đói nhiều hơn bình thường. Nếu không được điều trị, đái tháo đường có thể gây ra nhiều biến chứng, bao gồm các biến chứng cấp tính như nhiễm toan ceton, tăng áp lực thẩm thấu và tử vong, cũng như các biến chứng mạn tính như bệnh tim mạch, tai biến mạch máu não, bệnh thận, loét bàn chân, tổn thương thần kinh, tổn thương mắt và suy giảm nhận thức.
Đái tháo đường được gây ra bởi một trong hai nguyên nhân: do tuyến tụy không sản xuất đủ insulin hoặc do các thể bào của cơ thể không phản ứng một cách bình thường với insulin mà tuyến tụy sản xuất. Có 3 loại đái tháo đường chính:
- Đái tháo đường loại 1 là kết quả của việc tuyến tụy không sản xuất đủ insulin do mất tế bào beta.[2] Loại đái tháo đường này từng có tên là "đái tháo đường phụ thuộc insulin" hoặc "đái tháo đường trẻ em".[2] Tế bào beta mất đi do một phản ứng tự miễn dịch.[13] Nguyên nhân gây ra phản ứng này vẫn chưa được tìm ra.[2]
- Đái tháo đường loại 2 bắt đầu bằng tình trạng kháng insulin, nghĩa là các tế bào của cơ thể không phản ứng một cách bình thường với insulin.[2] Người bệnh cũng có thể trở nên thiếu insulin sau một thời gian.[14] Loại này từng có tên gọi là "đái tháo đường không phụ thuộc insulin" hoặc "đái tháo đường khởi phát ở tuổi trưởng thành".[2] Nguyên nhân phổ biến nhất là thừa cân và không tập thể dục.[2]
- Đái tháo đường thai kỳ, loại đái tháo đường chính thứ ba, xảy ra khi phụ nữ mang thai có đường huyết cao mặc dù không có tiền sử đái tháo đường.[2]

Đái tháo đường loại 1 cần phải được kiểm soát bằng cách tiêm insulin. Đối với đái tháo đường loại 2, các biện pháp ngăn ngừa và điều trị bao gồm duy trì chế độ ăn lành mạnh, tập thể dục thường xuyên, giữ cân nặng ở mức bình thường và tránh hút thuốc lá. Cũng có thể điều trị đái tháo đường loại 2 bằng các loại thuốc như thuốc làm nhạy cảm insulin có hoặc không kết hợp với insulin. Việc kiểm soát huyết áp cũng như chăm sóc chân và mắt đúng cách là rất quan trọng với người bệnh. Insulin và một số loại thuốc uống có thể gây hạ đường huyết. Ở người bệnh béo phì, phẫu thuật giảm cân cũng có thể là một biện pháp điều trị hiệu quả. Đái tháo đường thai kỳ thường tự chấm dứt sau khi thai nhi được sinh ra.
Tính đến  năm 2019, ước tính có 463 triệu bệnh nhân đái tháo đường trên toàn thế giới (8,8% tổng số người trưởng thành), trong đó đái tháo đường loại 2 chiếm khoảng 90%. Tỷ lệ mắc bệnh giữa nam và nữ là tương đương nhau. Các số liệu cho thấy tỉ lệ mắc bệnh sẽ tiếp tục gia tăng. Đái tháo đường làm tắng nguy cơ tử vong sớm ít nhất là gấp hai lần. Năm 2019, đái tháo đường gây khoảng 4,2 triệu ca tử vong. Căn bệnh này là nguyên nhân tử vong lớn thứ 7 trên toàn thế giới. Các chi phí y tế liên quan đến đái tháo đường trên toàn cầu vào năm 2017 được ước tính là đã gây ra tổn thất kinh tế lên đến 727 tỉ đô la Mỹ. Ở Hoa Kỳ, đái tháo đường gây tổn thất gần 327 tỉ đô la Mỹ chỉ tính riêng trong năm 2017. Trung bình, bệnh nhân đái tháo đường phải chịu phí tổn về y tế cao gấp 2,3 lần người bình thường.

## Biểu hiện và triệu chứng
Triệu chứng điển hình nhất của bệnh đái tháo đường không được điều trị là tình trạng giảm cân không chủ đích cũng như tiểu tiện, khát nước và cảm thấy đói nhiều hơn bình thường. Các triệu chứng có thể xuất hiện nhanh chóng (trong vài tuần hoặc vài tháng) ở đái tháo đường loại 1, nhưng thường xuất hiện chậm và ít rõ rệt hơn nhiều hay thậm chí là không xuất hiện ở đái tháo đường loại 2.
Một số triệu chứng khác cũng có thể đánh dấu sự khởi phát của đái tháo đường nhưng không phải là đặc trưng của bệnh, bao gồm mờ mắt, đau đầu, mệt mỏi, vết thương lâu lành và ngứa ngáy. Tình trạng đường huyết cao kéo dài có thể làm thủy tinh thể hấp thu glucose, khiến hình dạng của nó thay đổi và dẫn đến rối loạn thị lực. Người bệnh cũng có thể mất thị lực do bệnh võng mạc đái tháo đường.

### Biến chứng

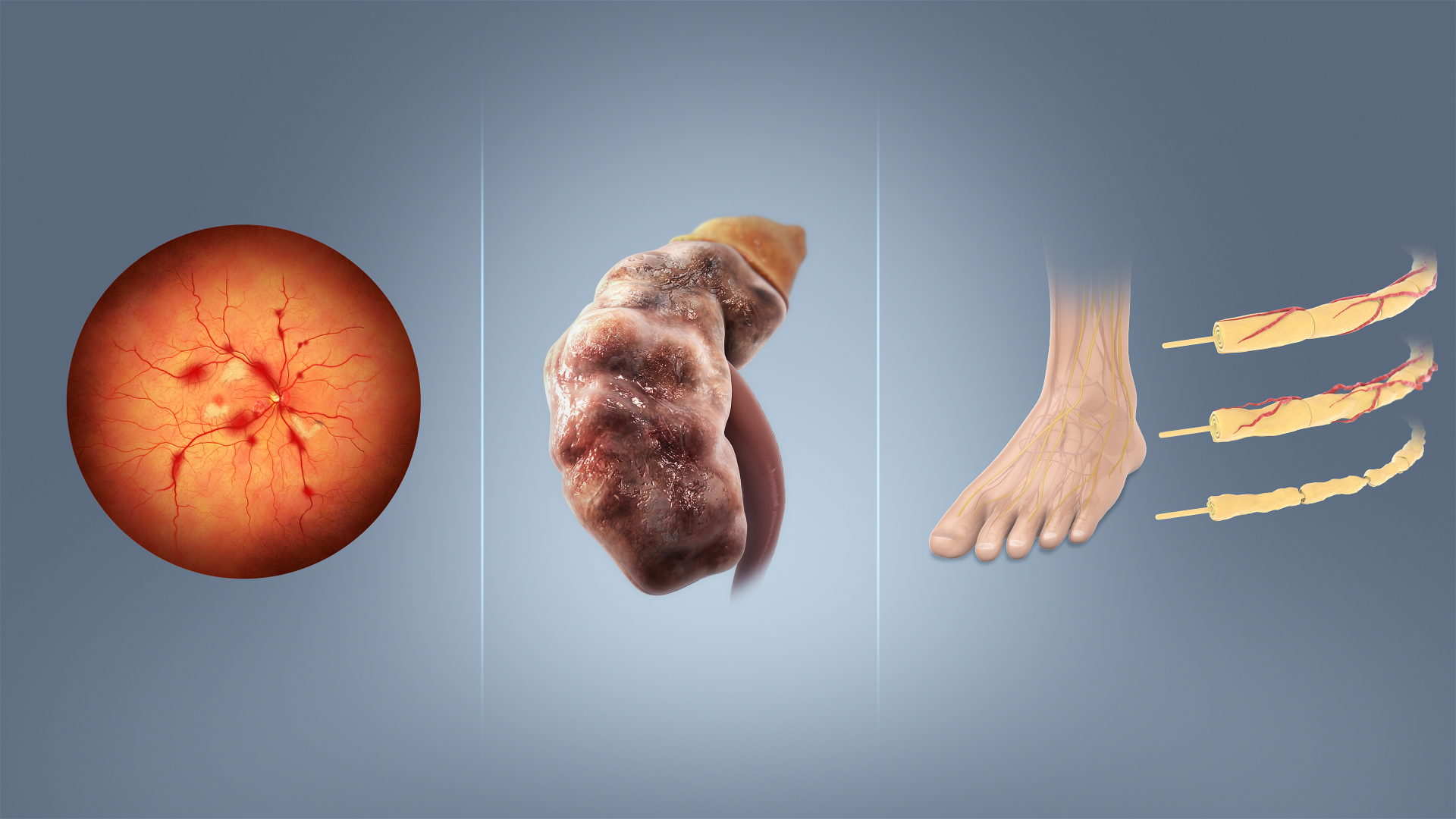
Đái tháo đường có thể dẫn đến các biến chứng như bệnh võng mạc, bệnh thận và bệnh thần kinh

Tất cả các loại đái tháo đường đều làm tăng nguy cơ người bệnh gặp phải các biến chứng lâu dài. Các biến chứng này thường xuất hiện sau nhiều năm (10–20) nhưng cũng có thể là những triệu chứng đầu tiên nếu người bệnh chưa từng được chẩn đoán là mắc bệnh.
Các biến chứng lâu dài phổ biến nhất có liên quan đến thương tổn ở các mạch máu. Đái tháo đường làm tăng gấp đôi nguy cơ mắc bệnh tim mạch và khoảng 75% ca tử vong ở bệnh nhân đái tháo đường là do bệnh động mạch vành. Các bệnh tim mạch thường gặp khác bao gồm tai biến mạch máu não và bệnh động mạch ngoại biên. Các biến chứng này cũng là những yếu tố nguy cơ lớn ở bệnh COVID-19 nghiêm trọng.
Các biến chứng phổ biến nhất do tổn thương mạch máu là thương tốn đến mắt, thận và thần kinh. Thương tổn đến các mạnh máu ở võng mạc gây ra bệnh võng mạc đái tháo đường, từ đó có thể dẫn đến suy giảm thị lực từ từ và cuối cùng là mù. Đái tháo đường cũng làm tăng nguy cơ mắc cườm nước, cườm khô và các vấn đề khác ở mắt. Người mắc đái tháo đường được khuyến cáo nên khám mắt mỗi năm một lần. Các thương tổn đến thận, gọi chung là bệnh thận đái tháo đường, có thể dẫn đến xơ hóa cầu thận, protein niệu, và cuối cùng là bệnh thận mạn tính, đôi khi buộc người bệnh phải lọc máu hoặc cấy ghép thận. Thương tổn đến hệ thần kinh, gọi chung là bệnh thần kinh tiểu đường, là biến chứng thường gặp nhất của đái tháo đường.
Đái tháo đường có liên hệ với suy giảm nhận thức. So với những người không mắc đái tháo đường, bệnh nhân đái tháo đường chịu nguy cơ suy giảm chức năng nhận thức cao gấp 1,2 đến 1,5 lần. Nếu mắc đái tháo đường, và đặc biệt là khi được điều trị bằng insulin, người cao tuổi có nguy cơ té ngã cao hơn.

## Nguyên nhân
| Đặc điểm                                        | Đái tháo đường loại 1 | Đái tháo đường loại 2      |
| ----------------------------------------------- | --------------------- | -------------------------- |
| Khởi phát                                       | Đột ngột              | Từ từ                      |
| Độ tuổi khởi phát                               | Hầu hết ở trẻ em      | Hầu hết ở người lớn        |
| Cơ thể                                          | Gầy hoặc bình thường  | Thường béo phì             |
| Nhiễm toan ceton                                | Thường gặp            | Hiếm gặp                   |
| Tự kháng thể                                    | Thường là có          | Không có                   |
| Insulin nội sinh                                | Thấp hoặc không có    | Bình thường, thấp hoặc cao |
| Tỷ lệ các cặp sinh đôi cùng trứng cùng mắc bệnh | 50%                   | 90%                        |
| Tỷ lệ                                           | ~10%                  | ~90%                       |

Đái tháo đường được chia thành 6 loại: đái tháo đường loại 1, đái tháo đường loại 2, đái tháo đường hỗn hợp, đái tháo đường thai kỳ, "đái tháo đường chưa phân loại" và "các loại đái tháo đường khác". Đái tháo đường đa dạng hơn so với những gì được biết đến trước đây và người bệnh có thể mắc cùng lúc nhiều loại đái tháo đường.

### Loại 1
Đái tháo đường loại 1 có đặc trưng là sự mất đi tế bào beta có chức năng sản xuất insulin ở các tiểu đảo tụy, dẫn đến tình trạng thiếu hụt insulin. Đái tháo đường loại 1 được chia nhỏ nữa thành đái tháo đường loại 1 qua trung gian miễn dịch và đái tháo đường loại 1 tự phát. Phần lớn ca bệnh đái tháo đường loại 1 do trung gian miễn dịch; cụ thể, một đợt tấn công tự miễn dịch có trung gian là tế bào T gây giảm tế bào beta và theo đó là insulin. Đái tháo đường loại 1 chiếm khoảng 10% tổng số ca đái tháo đường ở Bắc Mỹ và châu Âu. Ở thời điểm bệnh khởi phát, phần lớn bệnh nhân khỏe mạnh và có cân nặng bình thường. Độ nhạy cảm và phản ứng với insulin thường ở mức bình thường, nhất là trong các giai đoạn đầu của bệnh. Đái tháo đường loại 1 thường được gọi là "đái tháo đường trẻ em" vì bệnh thường khởi phát ở độ tuổi này, tuy nhiên, phần lớn bệnh nhân đái tháo đường loại 1 đã sang độ tuổi trưởng thành.

### Loại 2

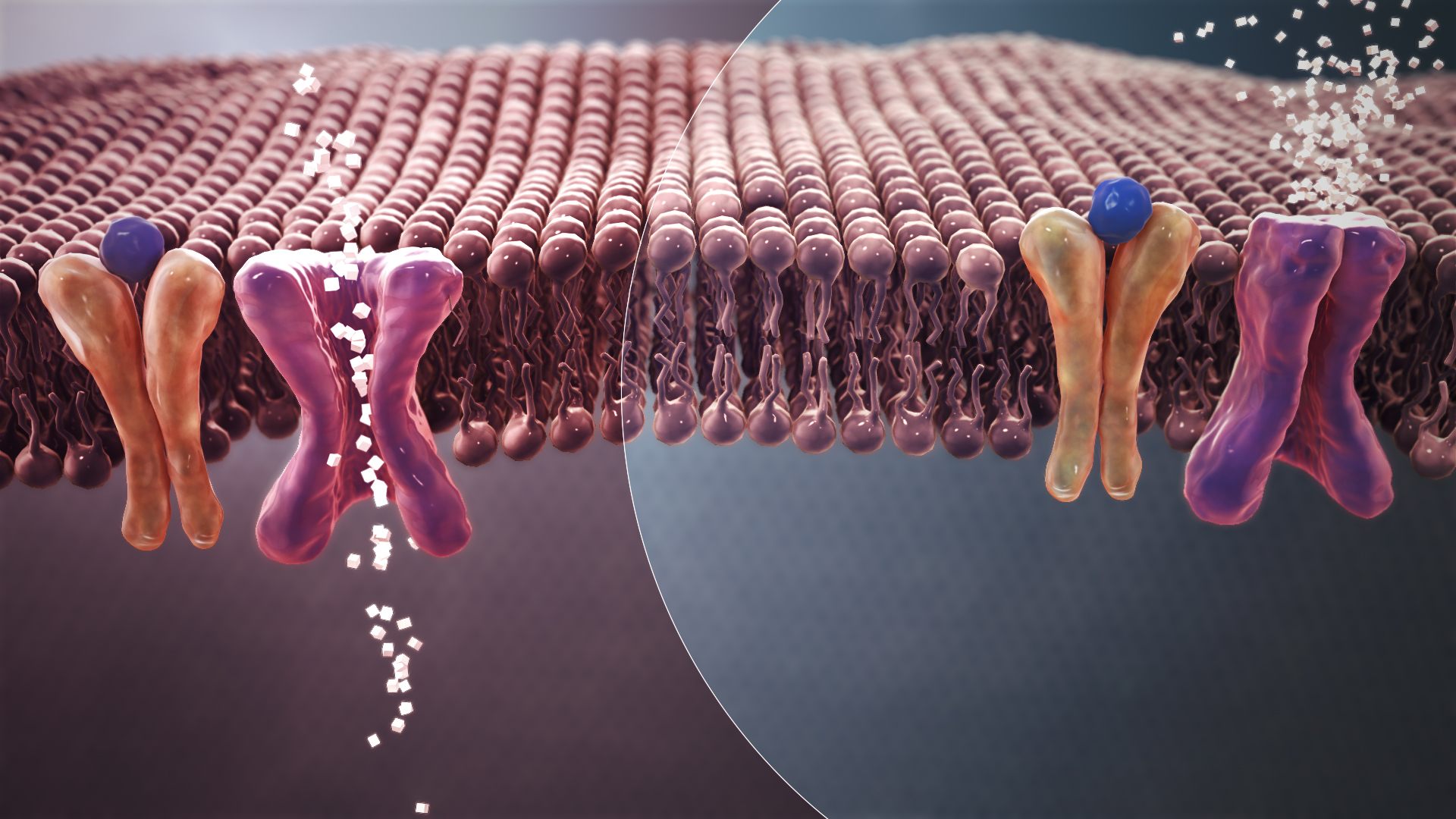
Ở đái tháo đường loại 2, sự suy giảm sản xuất và hấp thụ insulin làm tăng hàm lượng glucose trong máu.

Đái tháo đường loại 2 có đặc trưng là tình trạng kháng insulin. Người bệnh cũng có thể sản xuất ít insulin hơn mức bình thường. Việc các mô của cơ thể phản ứng không bình thường với insulin được cho là có liên quan đến thụ thể insulin. Tuy nhiên, chưa rõ rối loạn đó cụ thể là gì. Các ca đái tháo đường do một rối loạn đã được xác định thuộc loại đái tháo đường khác chứ không phải loại 2. Đây là loại đái tháo đường phổ biến nhất. Nhiều bệnh nhân đái tháo đường loại 2 có những biểu hiện cho thấy họ đã trải qua các tình trạng tiền đái tháo đường (rối loạn glucose lúc đói và/hoặc rối loạn dung nạp glucose) trước khi đạt đến các tiêu chí của đái tháo đường loại 2. Quá trình tiền đái tháo đường tiến triển thành đái tháo đường loại 2 có thể được trì hoãn hoặc đảo ngược bằng cách thay đổi lối sống hoặc sử dụng các loại thuốc có tác dụng tăng phản ứng với insulin hoặc giảm sản xuất glucose ở gan.

### Đái tháo đường thai kỳ
Đái tháo đường thai kỳ có nhiều điểm tương đồng với đái tháo đường loại 2. Người mắc vừa không sản xuất đủ vừa không phản ứng bình thường với insulin. Tình trạng này xảy ra ở 2–10% tất cả lần thai nghén và có thể cải thiện hoặc biến mất sau khi người mắc đã sinh con. Phụ nữ mang thai được khuyến khích bắt đầu xét nghiệm đái tháo đường thai kỳ từ 24-28 tuần tính từ thời điểm thụ thai. Bệnh thường được chẩn đoán vào thai kỳ thứ hai hoặc thứ ba khi hàm lượng nội tiết tố đối kháng insulin trong cơ thể tăng lên. Sau khi sinh con, 5–10% số người mắc đái tháo đường thai kỳ được phát hiện là mắc một loại đái tháo đường khác, thường là đái tháo đường loại 2. Đái tháo đường thai kỳ hoàn toàn có thể chữa khỏi được nhưng người bệnh cần phải được theo dõi y tế trong suốt qua trình mang thai. Các biện pháp kiểm soát bao gồm thay đổi chế độ ăn, theo dõi đường huyết và, trong một số trường hợp, tiêm insulin.

### Các loại khác
Đái tháo đường khởi phát ở tuổi trẻ (tiếng Anh: maturity onset diabetes of the young, hay MODY) là một loại đái tháo đường di truyền hiếm gặp, trong đó một trong một số loại đột biến gen gây rối loạn trong việc sản xuất insulin. Loại đái tháo đường này hiếm gặp hơn rất nhiều so với ba loại đái tháo đường chính và chỉ chiếm 1–2% tổng số ca đái tháo đường. Tên của loại đái tháo đường này bắt nguồn từ những giả thuyết ban đầu về bản chất của nó. Do có nguyên nhân là một gen bị rối loạn, loại đái tháo đường này có thể khởi phát ở những độ tuổi khác nhau tùy vào việc gen nào bị rối loạn. Vì vậy, có ít nhất 13 loại MODY. Người mắc MODY thường có khả năng kiểm soát được bệnh mà không cần dùng insulin.
Một số ca đái tháo đường có nguyên nhân là việc các thụ thể mô của cơ thể không phản ứng với insulin (ngay cả khi insulin ở mức bình thường, không giống như với đái tháo đường loại 2); loại đái tháo đường này rất hiếm gặp. Các đột biến gen (ở nhiễm sắc thể thường hoặc ty thể) có thể gây ra rối loạn chức năng ở tế bào beta. Trong một số trường hợp, các rối loạn về insulin cũng có thể là do di truyền. Bất cứ bệnh lý nào gây tổn thương lớn đến tụy đều có thể gây ra đái tháo đường (ví dụ như viêm tụy mãn tính và xơ nang). Các bệnh lý có liên quan đến việc tiết quá nhiều nội tiết tố đối kháng insulin có thể gây đái tháo đường. Trong những trường hợp đó, thông thường đái tháo đường sẽ chấm dứt khi lượng nội tiết tố dư thừa được loại bỏ. Nhiều loại thuốc làm giảm sản xuất insulin, trong khi một số độc tố làm tổn thương tế báo beta ở tụy, còn số khác thì làm tăng mức độ kháng insulin (đặc biệt là các loại glucocorticoid có khả năng gây ra "đái tháo đường steroid"). Đái tháo đường liên quan đến kém dinh dưỡng (tiếng Anh: malnutrition-related diabetes mellitus, hay MRDM hoặc MMDM) xuất hiện trong ICD-10 (1992) nhưng đã trở nên lỗi thời khi Tổ chức Y tế Thế giới (WHO) đưa vào sử dụng cách phân loại hiện hành được vào năm 1999. Một loại đái tháo đường nữa người bệnh có thể mắc phải là đái tháo đường kép: khi bệnh nhân đái tháo đường loại 1 trở nên kháng insulin (đặc trưng của đái tháo đường loại 2) hoặc có người thân mắc đái tháo đường loại 2. Loại đái tháo đường này được phát hiện lần đầu tiên vào năm 1990 hoặc 1991.
Dưới đây là danh sách các rối loạn có khả năng làm tăng nguy cơ đái tháo đường:
| - Rối loạn di truyền về chức năng của tế bào β - Đái tháo đường khởi phát ở tuổi trẻ - Đột biến ty thể ADN - Rối loạn di truyền về xử lý insulin - Rối loạn chuyển hóa proinsulin - Đột biến gen insulin - Đột biến thụ thể insulin - Rối loạn tụy - Viêm tụy mãn tính - Cắt bỏ tuyến tụy - Ung thư tuyến tụy - Xơ nang - Nhiễm sắc tố sắt mô - Xơ sỏi tụy | - Bệnh nội tiết - Dư thừa hormone tăng trưởng (bệnh to đầu chi) - Hội chứng Cushing - Cường giáp - Suy giáp - U tủy thượng thận - U tiết glucagon - Nhiễm trùng - Cytomegalovirus - Coxsackievirus B - Thuốc - Glucocorticoid - Hormone tuyến giáp - Chất chủ vận Beta - Statin |

## Chẩn đoán
Đái tháo đường được chẩn đoán bằng cách xét nghiệm đường huyết. Một người được chẩn đoán là mắc đái tháo đường khi có bất kỳ kết quả xét nghiệm nào dưới đây:
- Glucose huyết tương lúc đói ≥ 7,0 mmol/L (126 mg/dL). Ở xét nghiệm này, mẫu máu được lấy khi đang đói, chẳng hạn như vào buổi sáng khi chưa ăn sáng.
- Glucose huyết tương ≥ 11,1 mmol/L (200 mg/dL) 2 giờ sau khi tiêu thụ 75 gram glucose như trong xét nghiệm dung nạp glucose (tiếng Anh: glucose tolerance test hay OGTT)
- Triệu chứng đường huyết cao và glucose huyết tương ≥ 11,1 mmol/L (200 mg/dL) dù có đang đói hay không
- Glycated hemoglobin (HbA1C) ≥ 48 mmol/mol (≥ 6,5 DCCT %).[52]

| Tình trạng                   | Glucose 2 giờ sau ăn | Glucose 2 giờ sau ăn | Glucose lúc đói | Glucose lúc đói | HbA1c    | HbA1c   |
| ---------------------------- | -------------------- | -------------------- | --------------- | --------------- | -------- | ------- |
| Đơn vị                       | mmol/L               | mg/dL                | mmol/L          | mg/dL           | mmol/mol | % DCCT  |
| Bình thường                  | < 7,8                | < 140                | < 6,1           | < 110           | < 42     | < 6,0   |
| Rối loạn đường huyết lúc đói | < 7,8                | < 140                | 6,1–7,0         | 110–125         | 42–46    | 6,0–6,4 |
| Rối loạn dung nạp glucose    | ≥ 7,8                | ≥ 140                | < 7,0           | < 126           | 42–46    | 6,0–6,4 |
| Tiểu đường                   | ≥ 11,1               | ≥ 200                | ≥ 7,0           | ≥ 126           | ≥ 48     | ≥ 6,5   |

Nếu kết quả xét nghiệm là dương tính nhưng không cho thấy hàm lượng đường huyết cao rõ rệt thì nên làm xét nghiệm thêm một lần nữa vào một ngày khác để xác nhận lại kết quả. Xét nghiệm glucose lúc đói tối ưu hơn bởi xét nghiệm dung nạp glucose mất 2 giờ để hoàn thành trong khi không mang lại hiệu quả chẩn đoán cao hơn so với xét nghiệm glucose lúc đói. Theo tiêu chí hiện hành, một người được chẩn đoán là mắc đái tháo đường khi có kết quả hàm lượng glucose lúc đói trên 7,0 mmol/L (126 mg/dL) trong hai lần xét nghiệm.
Theo Tổ chức Y tế Thế giới WHO, người có hàm lượng glucose từ 6,1 đến 6,9 mmol/L (110 đến 125 mg/dL) được xem là bị rối loạn đường máu lúc đói. Người có hàm lượng glucose lớn hơn hoặc bằng 7,8 mmol/L (140 mg/dL), nhưng không lớn hơn 11,1 mmol/L (200 mg/dL), 2 giờ sau khi tiêu thụ 75 gram glucose được xem là bị rối loạn dung nạp glucose. Trong số hai tình trạng tiền đái tháo đường này, tình trạng thứ hai có nguy cơ tiến triển thành đái tháo đường và dẫn đến bệnh tim mạch đặc biệt cao. Từ năm 2003, Hiệp hội Đái tháo đường Hoa Kỳ (American Diabetes Association hay ADA) bắt đầu sử dụng một khoảng hơi khác đối với rối loạn glucose lúc đói: 5,6 đến 6,9 mmol/L (100 đến 125 mg/dL).
Glycated hemoglobin hiệu quả hơn glucose lúc đói trong việc xác định nguy cơ bệnh tim mạch và tử vong vì bất cứ nguyên nhân nào.

## Ngăn ngừa
Không có biện pháp nào có tác dụng ngăn ngừa đái tháo đường loại 1. Đái tháo đường loại 2—chiếm 85–90% tất cả số ca đái tháo đường trên toàn thế giối—thì thường có thể ngăn chặn hoặc trì hoãn được bằng cách giữ cân nặng ở mức bình thường, tập thể dục và duy trì chế độ ăn lành mạnh. Tập thể dục cường độ cao (trên 90 phút mỗi ngày) làm giảm 28% nguy cơ mắc đái tháo đường. Các thay đổi trong chế độ ăn đã được biết đến là hiệu quả trong việc ngăn ngừa đái tháo đường bao gồm duy trì một chế độ ăn giàu ngũ cốc nguyên cám và chất xơ, cũng như lựa chọn các loại chất béo lành mạnh như chất béo không bão hòa đa có trong hạt, dầu thực vật và cá. Hạn chế tiêu thụ đồ uống có đường, thịt đỏ và các nguồn chất béo bão hòa khác cũng có thể giúp ngăn ngừa đái tháo đường. Hút thuốc lá cũng làm tăng nguy cơ đái tháo đường và biến chứng của đái tháo đường, vì thế việc cai thuốc lá cũng có thể là một biện pháp ngăn ngừa quan trọng.
Giữa các khu vực khác nhau trên thế giới không có sự khác nhau trong mối quan hệ giữa đái tháo đường loại 2 và các yếu tố nguy cơ có thể thay đổi chính (thừa cân, chế độ ăn không lành mạnh, không tập thể dục và hút thuốc). Ngày càng có nhiều bằng chứng cho thấy các tác nhân tiềm ẩn gây đái tháo đường là sự phản ánh các nguồn ảnh hưởng đang thúc đẩy những thay đổi về xã hội, kinh tế và văn hóa: toàn cầu hóa, đô thị hóa, già hóa dân số, cũng như môi trường chính sách y tế nói chung.

## Kiểm soát
Các biện pháp kiểm soát đái tháo đường tập trung vào việc giữ đường huyết ở gần mức bình thường nhất có thể mà không làm hạ đường huyết. Có thể đạt được điều này bằng cách thay đổi chế độ ăn, tập thể dục, giảm cân và sử dụng các loại thuốc phù hợp bao gồm insulin và thuốc uống.
Việc người bệnh tìm hiểu về đái tháo đường và tích cực tham gia vào quá trình điều trị đóng vai trò rất quan trọng bởi những người bệnh kiểm soát tốt đường huyết của mình ít gặp biến chứng và gặp biến chứng ít nghiêm trọng hơn nhiều. Theo Hiệp hội Bác sĩ Hoa Kỳ, mục tiêu của quá trình điều trị là giữ HbA1C ở mức 7-8%. Việc điều trị cũng quan tâm đến những vấn đề sức khỏe khác có khả năng đẩy nhanh tác động tiêu cực của đái tháo đường, bao gồm hút thuốc, cao huyết áp, hội chứng chuyển hóa, béo phì và không tập thể dục thường xuyên. Dụng cụ chỉnh hình được sử dụng rộng rãi nhằm làm giảm nguy cơ lót chân ở bệnh nhân đái tháo đường, tuy hiệu quả của biện pháp này vẫn chưa được chứng minh rõ ràng.

### Lối sống
Bệnh nhân đái tháo đường nên tìm hiểu về bệnh và cách điều trị, thay đổi chế độ ăn cũng như tập thể dục nhằm giữ đường máu ở mức chấp nhận được trong cả ngắn hạn và dài hạn. Bên cạnh đó, do tiểu được có liên hệ với nguy cơ bệnh tim mạch cao, người bệnh cũng cần thay đổi lối sống để kiểm soát huyết áp.
Việc giảm cân có thể ngăn chặn tiền đái tháo đường tiến triển thành đái tháo đường loại 2, giảm thiểu nguy cơ hình thành bệnh tim mạch, hoặc khiến bệnh thuyên giảm một phần. Không có chế độ ăn nào phù hợp với tất cả người mắc đái tháo đường. Người bệnh thường được khuyến khích áp dụng các chế độ ăn lành mạnh như chế độ ăn Địa Trung Hải, chế độ ăn low-carb hay chế độ ăn DASH. Chưa có bằng chứng nào cho thấy chế độ ăn nào là hiệu quả hơn cả trong số 3 chế độ ăn này. Theo ADA, biện pháp cải thiện đường huyết được nhiều bằng chứng chứng minh nhất là giảm tổng lượng cacbohydrat tiêu thụ. Bệnh nhân đái tháo đường loại 2 không thể đạt được mức đường huyết yêu cầu hoặc cần phải giảm việc sử dụng thuốc giảm đường huyết có thể lựa chọn các chế độ ăn ít hoặc rất ít cacbohydrat. Đối với bệnh nhân đái tháo đường loại 2 thừa cân, bất cứ chế độ ăn nào giúp họ giảm cân đều có lợi.

### Thuốc

#### Kiểm soát đường huyết
Hầu hết các loại thuốc trị đái tháo đường có tác dụng làm giảm đường huyết bằng những cơ chế khác nhau. Những người bệnh kiểm soát được đường huyết một cách chặt chẽ – cụ thể là giữ hàm lượng glucose trong máu ở mức bình thường – sẽ gặp ít biến chứng như bệnh thận hay tổn thương mắt hơn. Tuy nhiên, vẫn tồn tại tranh luận về việc các biện pháp này có còn phù hợp hay hiệu quả về kinh tế không khi người bệnh có thể gặp nguy cơ hạ đường huyết đáng kể.
Thuốc trị đái tháo đường được được chia thành một số loại khác nhau. Người bệnh đái tháo đường loại 1 phải được điều trị bằng insulin, mà lý tưởng nhất là theo phác đồ "basal bolus" được xây dựng để mô phỏng việc giải phóng insulin ở người bình thường. Người bệnh đái tháo đường loại 2 phần lớn sử dụng thuốc uống (ví dụ như metformin), tuy nhiên một bộ phận dần dần sẽ cần phải được tiêm insulin hoặc các chất chủ vận GLP-1.
Metformin thường là thuốc được ưu tiên sử dụng hàng đầu để điều trị đái tháo đường loại 2 bởi nó đã được chứng minh là có khả năng làm giảm nguy cơ tử vong. Loại thuốc này hoạt động bằng cách làm giảm sự sản xuất glucose ở thận. Một vài nhóm thuốc khác, phần lớn là thuốc uống, cũng có thể làm giảm đường huyết ở bệnh nhân đái tháo đường loại 2. Chúng bao gồm thuốc làm giảm tiết insulin (sulfonylurea), thuốc làm giảm sự hấp thu đường ở ruột (acarbose), thuốc ức chế enzyme dipeptidyl peptidase-4 (DPP-4) có tác dụng bất hoạt các incretin như GLP-1 và GIP (sitagliptin), thuốc làm cơ thể nhạy cảm hơn với insulin (thiazolidinedione) và thuốc làm tăng bài tiết glucose qua nước tiểu (chất ức chế SGLT2). Khi sử dụng insulin ở bệnh nhân đái tháo đường loại 2 When insulin is used in type 2 diabetes, a long-acting formulation is usually added initially, while continuing oral medications. Sau đó, liều lượng insulin được tăng dần lên đến khi đạt được mức glucose mong muốn.

#### Giảm huyết áp
Bệnh tim mạch là một biến chứng nghiêm trọng của đái tháo đường. Nhiều hướng dẫn quốc tế khuyến nghị rằng việc điều trị đái tháo đường đặt mục tiêu giữ huyết áp của bệnh nhân dưới mức 140/90 mmHg. Tuy nhiên, chưa có nhiều bằng chứng về nên tiếp tục giảm huyết áp xuống mức bao nhiêu. Một nghiên cứu hệ thống được thực hiện vào năm 2016 cho thấy việc giảm huyết áp của người bệnh xuống thấp hơn 140 mmHg có thể gây tác hại. Một nghiên cứu hệ thống khác được thực hiện vào năm 2019 không tìm thấy bằng chứng nào cho thấy việc giảm huyết áp xuống 130–140mmHg mang lại lợi ích gì; ngược lại, nguy cơ biến cố tiêu cực lại tăng lên.
Tính đến năm 2015, ADA khuyến nghị rằng người mắc đái tháo đường cần sử dụng thuốc ức chế hệ renin-angiotensin nhằm giảm nguy cơ bệnh thận giai đoạn cuối, các biến cố tim mạch và tử vong. Một số bằng chứng cho thấy thuốc ức chế enzyme chuyển angiotensin (tiếng Anh: angiotensin converting enzyme inhibitor hay ACEI) có hiệu quả cao hơn các loại thuốc ức chế hệ renin-angiotensin khác như thuốc đối kháng thụ thể angiotensin II (tiếng Anh: angiotensin receptor blocker hay ARB), và aliskiren trong việc ngăn ngừa bệnh tim mạch. Tuy nhiên, một nghiên cứu gần đây hơn cho thấy ACEI và ARB có hiệu quả tương tự nhau đối với các bệnh tim mạch và thận. Không có bằng chứng nào cho thấy việc kết hợp ACEI và ARB có mang lại hiệu quả cao hơn hay không.

#### Aspirin
Việc sử dụng aspirin để ngăn ngừa bệnh tim mạch là một vấn đề còn gây tranh cãi. Aspirin được khuyên dùng ở một số người có nguy mắc bệnh tim mạch cao, nhưng chưa có bằng chứng nào cho thấy việc sử dụng aspirin thường xuyên có thể cải thiện tình trạng bệnh ở các trường hợp đái tháo đường chưa có biến chứng. Theo khuyến nghị của ADA về việc sử dụng aspirin (dựa trên ý kiến thống nhất của các chuyên gia và kinh nghiệm lâm sàng), người trưởng thành mắc đái tháo đường có nguy cơ bệnh tim mạch ở mức trung bình (5–10% trong vòng 10 năm) có thể sử dụng aspirin liều thấp. Theo hướng dẫn của Anh và xứ Wales do Viện Chăm sóc Sức khỏe Quốc gia (NICE) ban hành, không nên chỉ định aspirin với người bệnh đái tháo đường loại 1 và loại 2 chưa được chẩn đoán là mắc bệnh tim mạch.

### Phẫu thuật
Ở bệnh nhân đái tháo đường loại 2 béo phì, phẫu thuật giảm cân thường là một biện pháp điều trị hiệu quả. Sau khi phẫu thuật, nhiều bệnh nhân có thể duy trì đường huyết ở mức bình thường mà không cần hoặc chỉ cần ít thuốc, và tỉ lệ tử vong dài hạn cũng giảm xuống. Tuy nhiên, phẫu thuật này có nguy cơ tử vong ngắn hạn, dù chỉ ở mức dưới 1%. Chưa rõ ở chỉ số khối cơ thể là bao nhiêu thì người bệnh nên tiến hành phẫu thuật. Nên xem xét biện pháp này đối với những người không thể kiểm soát được cả cân nặng và đường huyết của mình.
Có thể xem xét phẫu thuật cấy ghép tụy ở những bệnh nhân đái tháo đường loại 1 gặp phải các biến chứng nghiêm trọng, trong đó có người bị bệnh thận giai đoạn cuối cần phải được cấy ghép thận.